# Anicet-Georges Dologuélé
Anicet-Georges Dologuélé (nacido el 17 de abril de 1957) es un político centroafricano que fue Primer ministro de la República Centroafricana del 4 de enero de 1999 al 1 de abril de 2001. Posteriormente, fue Presidente del Banco de los Estados de África Central (BDEAC) de 2001 a 2010.

## Biografía
Dologuélé fue Ministro de Finanzas y Presupuesto en el gobierno del primer ministro Michel Gbezera-Bria y posteriormente se desempeñó como primer ministro de 1999 a 2001. Como primer ministro, Dologuélé, que no era miembro del gobernante Movimiento para la Liberación del Pueblo Centroafricano (MLPC), enfrentó la hostilidad del partido; el 1 de abril de 2001 fue destituido por el presidente Ange-Félix Patassé y reemplazado por Martin Ziguélé. Dologuélé criticó esta decisión por anteponer las consideraciones políticas a la "buena gestión".
Dologuélé fue designado para presidir el Banco de los Estados de África Central (BDEAC), permaneciendo en ese cargo más de ocho años; finalmente fue reemplazado por Mickaël Adandé de Gabón en enero de 2010.
En octubre de 2013, Dologuélé fundó un partido político, la Unión para la Renovación Centroafricana (URCA). También se presentó como candidato en las elecciones presidenciales de 2015-2016. Mientras que una treintena de candidatos se postularon, solo Dologuélé y Faustin-Archange Touadéra clasificaron para la segunda vuelta del 14 de febrero de 2016. Fue derrotado por Touadéra en la segunda vuelta, por un 62 por ciento contra un 37 por ciento. Aunque Dologuélé alegó fraude, declaró que "por el bien de la paz" aceptaría los resultados oficiales, no apelaría y reconocería a Faustin-Archange Touadéra como el "líder de todos los centroafricanos".
En las elecciones parlamentarias de febrero-marzo de 2016, Dologuélé fue elegido a la Asamblea Nacional como candidato de la URCA en la primera circunscripción de Bocaranga, ganando en la segunda vuelta con el 75,33% de los votos.